# Adiantum viridimontanum
Espèce
Adiantum viridimontanum, également appelé Adiante des montagnes vertes, est une espèce de fougères très rare de la famille des Pteridaceae. On ne la trouve que dans le sud du Québec et dans le nord-est des États-Unis, en Nouvelle-Angleterre (New Hampshire, Massachusetts, Rhode Island, Connecticut,Maine et Vermont). 
La limbe des feuilles est divisée en segments, comparable à des doigts, eux-mêmes subdivisés, qui sont portés par la partie la plus externe d'un rachis (tige centrale de la feuille) incurvé, noir et brillant. Ces segments ne sont non pas des feuilles individuelles, mais des parties d'une unique feuille composée. Ils peuvent être plus ou moins droits ou courbés, selon les besoins individuels de la fougère en lumière ou en ombre.

## Description générale
L'Adiante des montagnes vertes est une espèce de fougère terrestre de taille moyenne ayant une largeur de 60 cm et une hauteur de 30 à 60 cm,. Ses frondes mesurent de 30 à 75 cm de la base de la tige au sommet.

## Distribution et habitat

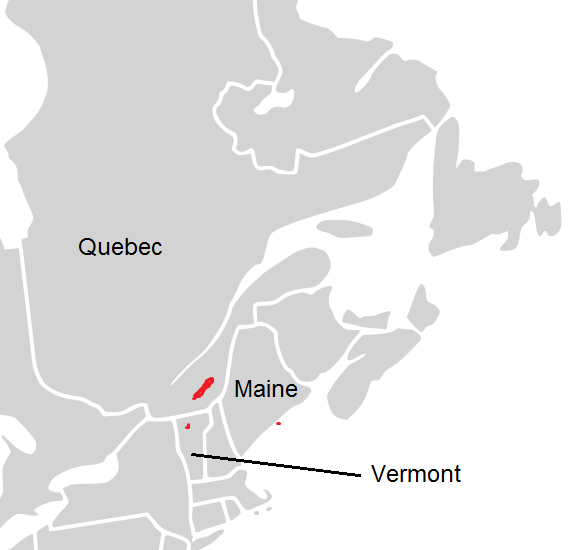
Distribution d’A. viridomontanum.

L'Adiante des montagnes vertes a une répartition très restreinte en Nouvelle-Angleterre et au Québec. Il y a sept occurrences qui se retrouve au Vermont dans la vallée de la Missisquoi, au nord des montagnes Vertes. Les roches ultramafiques de cette région s'étende au nord au Québec, jusqu'à la rivière Chaudière où l'on retrouve 14 occurrences. Une occurrence se retrouve aussi sur de la serpentine à Deer Isle, au Maine.